# 下池山古墳
下池山古墳（しもいけやまこふん）は、奈良県天理市成願寺町にある古墳。形状は前方後方墳。オオヤマト古墳群（うち大和古墳群萱生支群）を構成する古墳の1つ。国の史跡に指定され（史跡「大和古墳群」のうち）、出土品は奈良県指定有形文化財に指定されている。

## 概要
奈良盆地東縁、大和古墳群のほぼ中央の位置に築造された大型前方後方墳である。現在の墳丘の西側には下池、南東側には新池というため池が形成され、周辺には古墳が点在する。1995・1996年（平成7-8年）に発掘調査が実施されている。
墳形は前方後方形で、前方部を南南東方向に向ける。墳丘は後方部・前方部とも2段築成で、大部分は盛土によって構築される。墳丘外表では小ぶりの石材による葺石が確認されているが、埴輪は認められていない。墳丘周囲にはため池が存在するが、元の周濠の有無は明らかでない。埋葬施設は後方部中央における長大な竪穴式石室（竪穴式石槨）で、内部に割竹形木棺を据える。石室は盗掘に遭っているが、石室内からは玉類・石釧・武器・漁労具が出土している。また副室として小石室が構築されており、小石室内からは「超大型」の仿製内行花文鏡が出土している。
築造時期は、古墳時代前期前半の4世紀前半頃と推定される。奈良県内では代表的な前期前方後方墳の1つで、前方後円墳が主体を占める大和古墳群では特異な存在であり、発掘調査によってその埋葬施設の実態が明らかになった点で重要な位置づけにある古墳である。
古墳域は2014年（平成26年）に国の史跡に指定され（史跡「大和古墳群」のうち）、出土品は2006年（平成18年）に奈良県指定有形文化財に指定されている。

## 遺跡歴
- 嘉永6年（1853年）、下池の拡張（下池竣工記念碑銘）[5]。
- 安政6年（1859年）、成願寺町所有絵図に記載[5]。
- 1990年（平成2年）1-2月、ため池整備事業に伴う北側外堤部の確認調査（天理市教育委員会、1993年に報告）[6]。
- 1995・1996年（平成7・8年）、学術調査（奈良県立橿原考古学研究所、1997年に概要報告・2008年に本報告）。
- 1996年（平成8年）5・6月、産廃焼却施設建設に伴う南側隣接地の確認調査（天理市教育委員会、2003年に報告）[5]。
- 2006年（平成18年）3月31日、出土品が奈良県指定有形文化財に指定。
- 2014年（平成26年）10月6日、国の史跡に指定（史跡「大和古墳群」のうち）。

## 墳丘

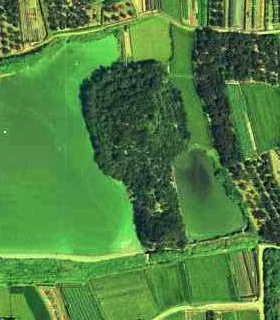
下池山古墳の空中写真（1979年）。

墳丘の規模は次の通り（現況値）。
- 墳丘長：120メートル（推定復元125メートル[1]）
- 後方部 - 2段築成。
  - 長さ：60メートル
  - 幅：57メートル
  - 高さ：14メートル
- 前方部 - 2段築成。
  - 長さ：60メートル
  - 幅：27メートル
  - 高さ：6メートル

墳丘の大部分は盛土によって構築される。西へ下がる緩傾斜面上に築造されており、高低差を解消するため、西側には葺石を施した基底段を付設する。

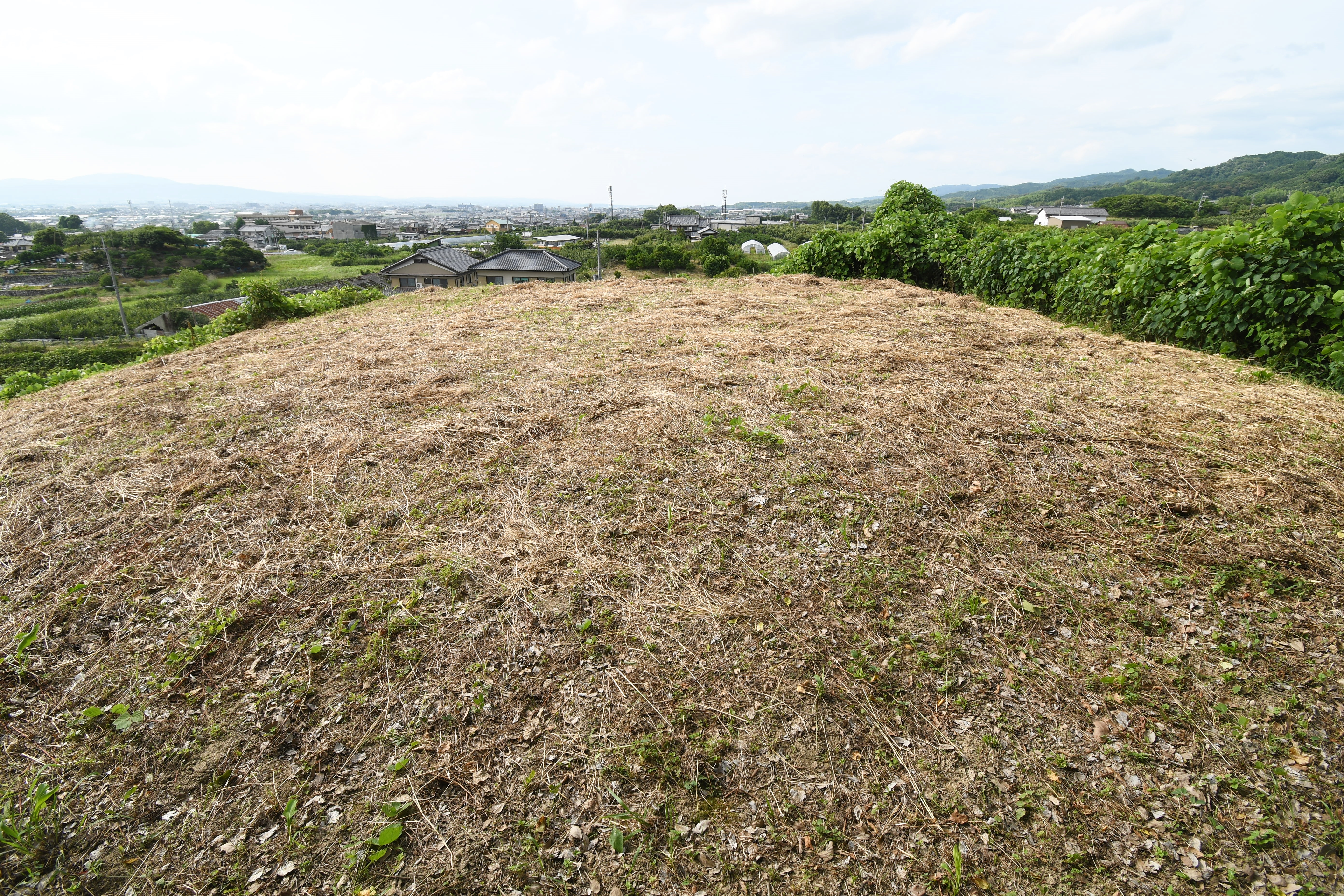
後方部墳頂
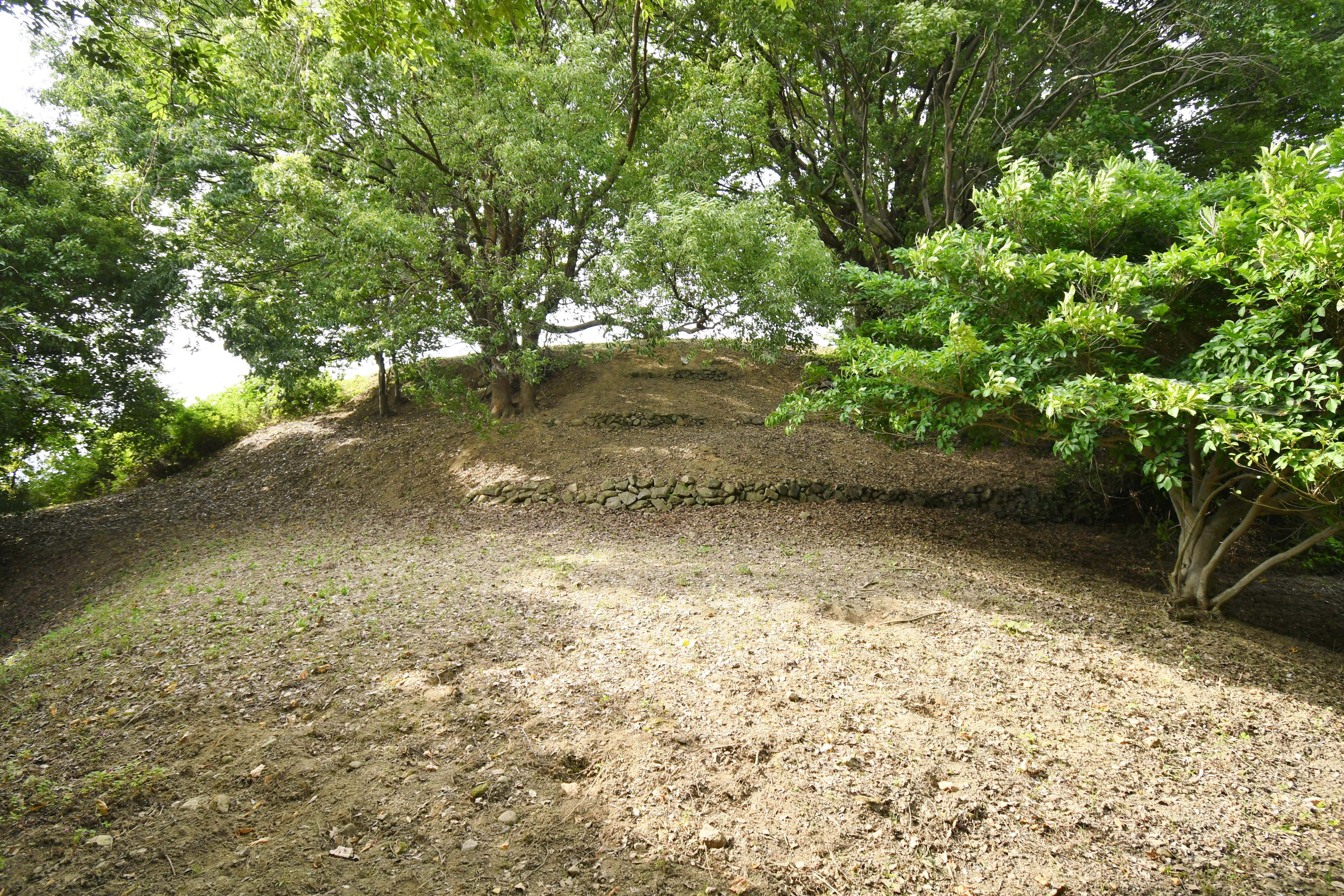
後方部墳丘
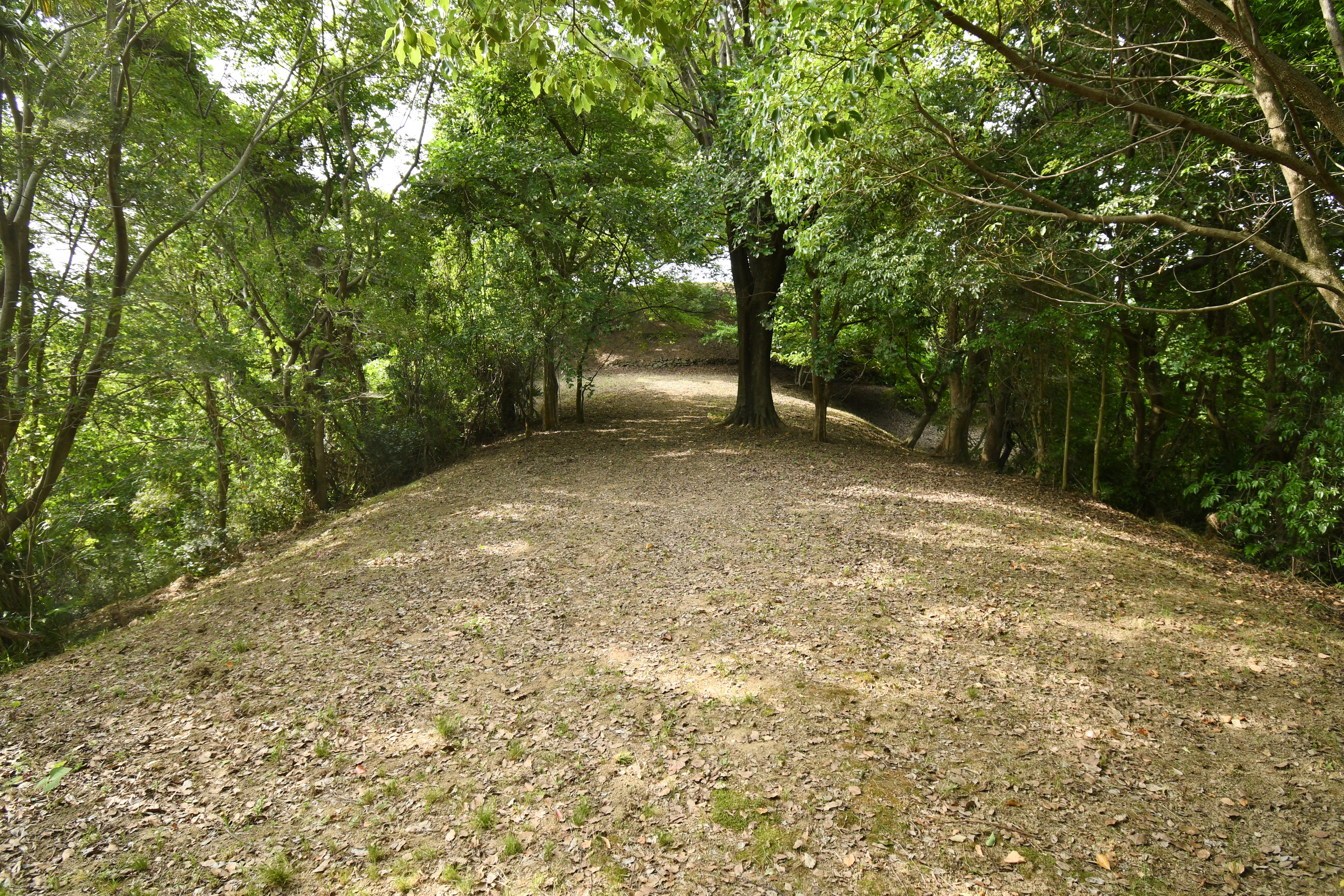
前方部から後方部を望む
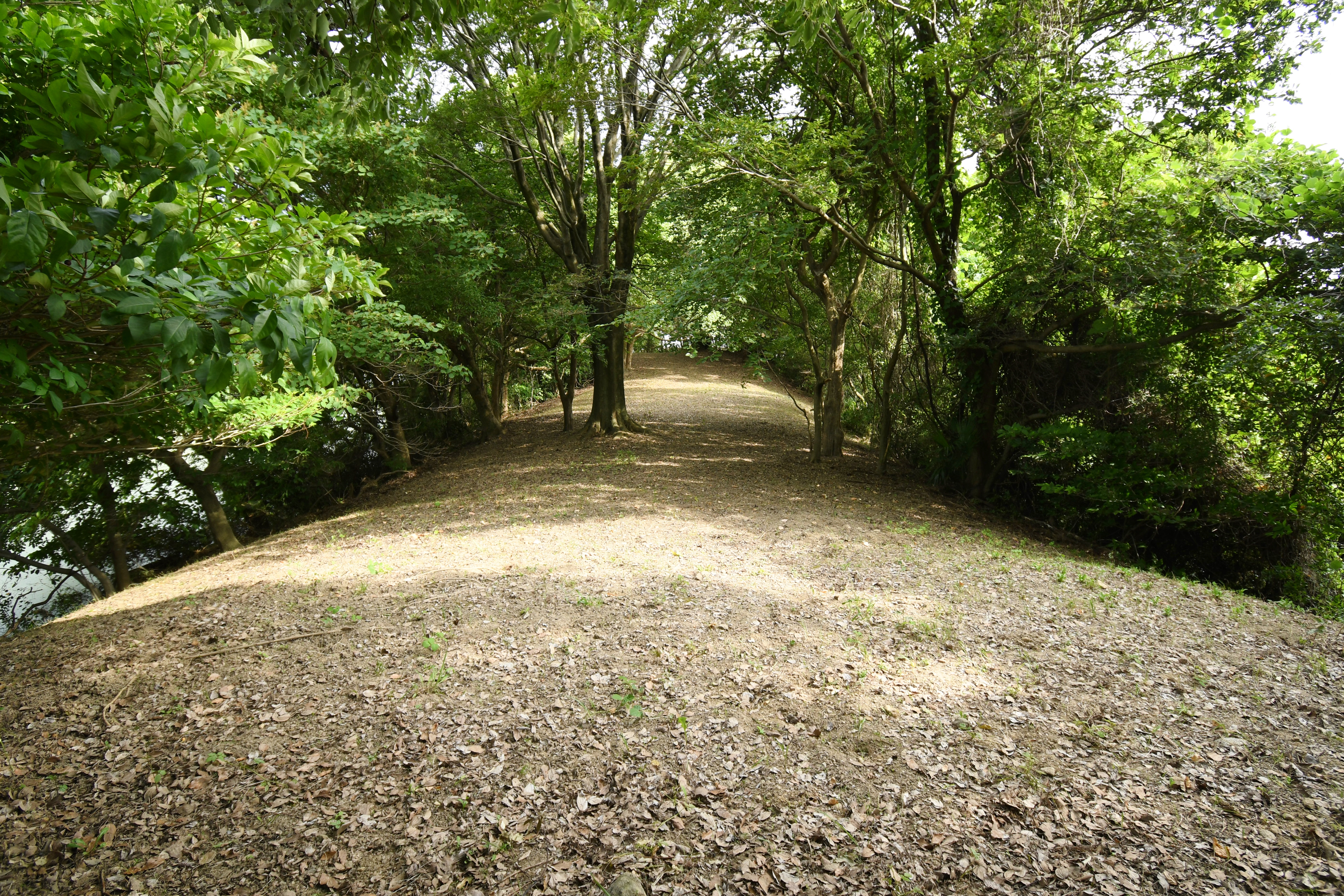
後方部から前方部を望む

## 埋葬施設
埋葬施設としては、後方部中央において竪穴式石室（竪穴式石槨）が構築されている。石室の主軸は墳丘と平行する南北方向であり、石室を納める墓坑は2段構造で、長さ18メートル・幅12メートル・深さ4メートルの大型のものである。
石室の石材は安山岩の板石で、大阪府柏原市産とされる。石室は長大なもので、内法の規模としては長さ6.8メートル・幅0.9-1.3メートル・高さ1.8メートルを測る。壁体の石材を強く持ち送り、天井は合掌形を呈する。石室内は盗掘に遭っていたが、コウヤマキ製の割竹形木棺の身と蓋の一部が残存しており、副葬品として勾玉・ガラス玉・管玉・石釧・鉄刀・ヤリ・刺突具が出土している。
墓坑内の石室北西側では、内法長0.5メートル四方の小石室が確認されている。副葬品埋納用の副室と考えられ、内部からは「超大型」の仿製内行花文鏡が出土している。鏡には有機質の遺存体が付着しており、鏡袋に入れてさらに鏡箱に収めたうえで埋納されたとみられる。同様の副室は柳本大塚古墳でも知られ、内行花文鏡が埋納されているほか、椿井大塚山古墳（京都府木津川市）でも構造は異なるが銅鏡3面を埋納した副室の存在が知られる。

## 出土品

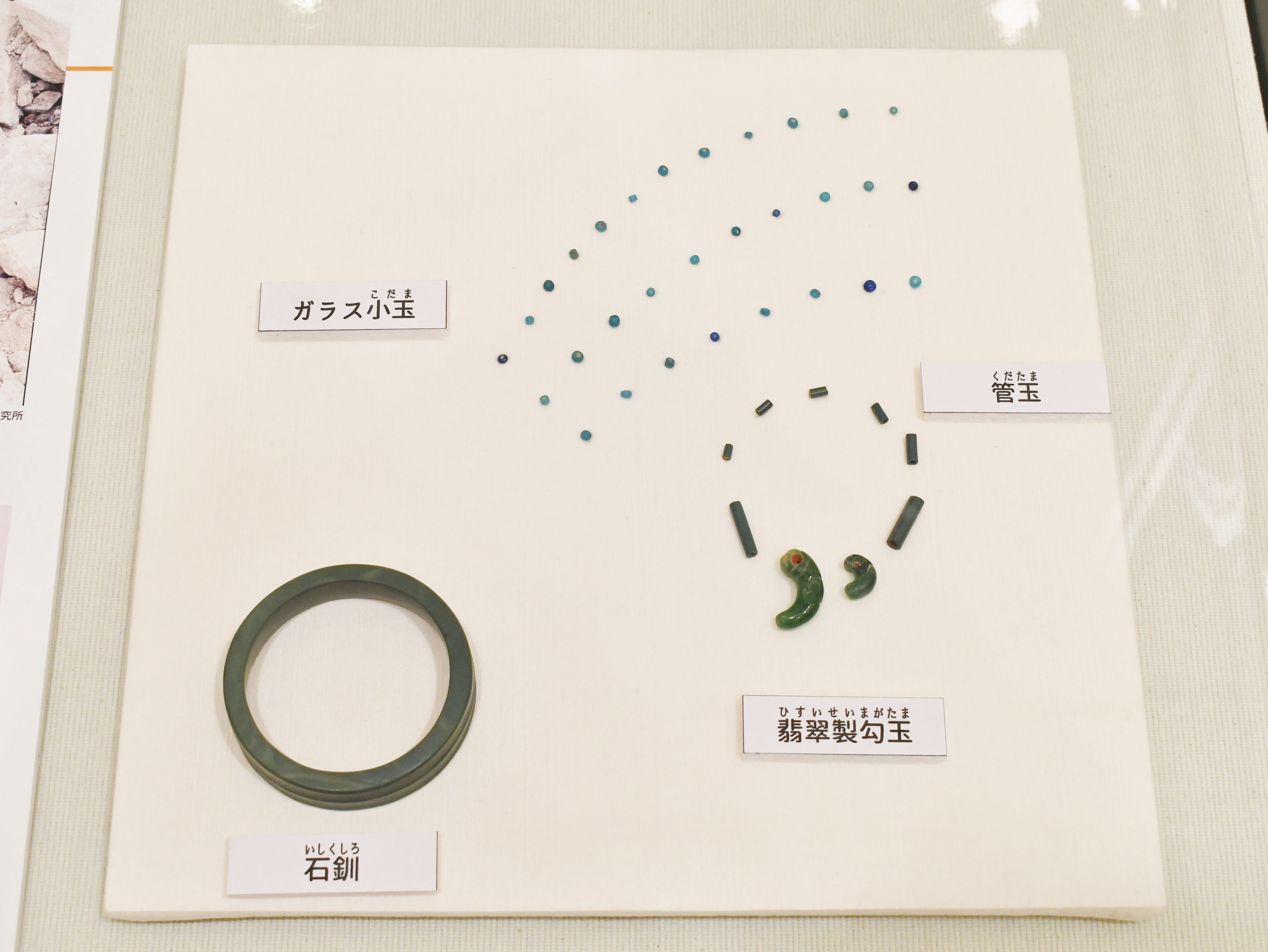
玉類・石釧なら歴史芸術文化村企画展示時に撮影。

平成7・8年の調査で出土した副葬品は次の通り。
竪穴式石室出土
- ヒスイ製勾玉 2
- ガラス小玉 44
- 管玉 7
- 石釧 1
- 鉄刀
- ヤリ
- 刺突具 - ヤスやモリなどの漁労具。
- 貝製品 1

小石室出土
- 内行花文鏡 - 直径37.6センチメートルの大型仿製鏡。

## 文化財

### 国の史跡
- 下池山古墳（史跡「大和古墳群」のうち） - 2014年（平成26年）10月6日、ノムギ古墳・中山大塚古墳・下池山古墳の3件を統合して「大和古墳群」として指定。

### 奈良県指定文化財
- 有形文化財
  - 下池山古墳出土品（考古資料） - 奈良県立橿原考古学研究所附属博物館保管。2006年（平成18年）3月31日指定。

## 関連施設
- 奈良県立橿原考古学研究所附属博物館（橿原市畝傍町） - 下池山古墳の出土品を展示。

## 関連文献
（記事執筆に使用していない関連文献）
- 奈良県立橿原考古学研究所 編『下池山古墳 中山大塚古墳調査概報 -付 箸墓古墳調査概報-』学生社〈大和の前期古墳2〉、1997年。
- 卜部行弘「下池山古墳」『大和前方後円墳集成』奈良県立橿原考古学研究所〈橿原考古学研究所研究成果第4冊〉、2001年。
- 『下池山古墳の研究』奈良県立橿原考古学研究所〈橿原考古学研究所研究成果第9冊〉、2008年。